# Mount Brabec
Mount Brabec är ett berg i Antarktis. Det ligger i Östantarktis. Nya Zeeland gör anspråk på området. Toppen på Mount Brabec är 2 460 meter över havet, eller 626 meter över den omgivande terrängen. Bredden vid basen är 6,5 km.
Terrängen runt Mount Brabec är bergig åt sydväst, men åt nordost är den kuperad. Brabec ligger uppe på en höjd som går i nord-sydlig riktning. Trakten är obefolkad. Det finns inga samhällen i närheten.